# Гуараміранга
Гуараміранга (порт. Guaramiranga) — муніципалітет в Бразилії, входить до складу штату Сеара. Є складовою частиною мезорегіону Північ штату Сеара. Входить до економічно-статистичного мікрорегіону Батуріте. Населення становить 6025 чоловік (станом на 2006 рік). Займає площу 59,471 км².
День міста — 1 вересня.
| Бразилія | Це незавершена стаття з географії Бразилії. Ви можете допомогти проєкту, виправивши або дописавши її. |

1. 1 2 3 4  OpenStreetMap — 2004.